# Gabriel Gauthier
Gabriel Gauthier né le 12 septembre 1916 à Lyon (Rhône) et mort le 3 mars 1996 à Salon-de-Provence (Bouches-du-Rhône), est un militaire français, as de l'aviation au cours de la Seconde Guerre mondiale. Il a à son actif plus de 6000 heures de vols dont 500 en guerre, 10 victoires confirmées et 3 probables.
En 1956, colonel, il prit le commandement de la 3e brigade aérienne et de la base aérienne d'opérations 112 de Reims. Général d’armée aérienne le 1er juillet 1968, il fut nommé le 3 juillet suivant inspecteur général de l’Armée de l’air puis chef d’état-major de l’Armée de l’air, fonctions qu’il occupa du 13 décembre 1969 au 11 décembre 1972.

## Biographie

### Seconde Guerre mondiale
En 1936, Gabriel Gauthier intègre l'École de l'air aux petites écuries de Versailles dans la promotion Astier de Villatte.
Il en sort 2 ans plus tard et est alors affecté au 2e groupe de la 7e escadrille : le groupe de chasse II/7 Nice (GC II/7) sur Morane-Saulnier MS.406.
Sous-lieutenant à son arrivée, Gabriel Gauthier restera fidèle au groupe pendant plus de 6 ans et en sera le commandant en 1945. Il aura le privilège d'y inscrire à son actif une double performance : remporter, avec 2 autres pilotes, la 1re victoire du groupe en 1939 et de clore le palmarès de son groupe en 1945.
La tradition voulait que les chiffres individuels des avions soient remplacés par une lettre, l'initiale du patronyme de chaque pilote. Arrivé après le sous-lieutenant Michel Gruyelle, Gabriel Gauthier a donc ajouté l'initiale de son prénom. Ces deux lettres deviendront célèbres dans l'Armée de l'air et lui vaudront son surnom : Gégé

#### La Campagne de France
Le 22 novembre 1939, alors stationné sur le terrain de Luxeuil, au cours d'une mission de protection d'un appareil de reconnaissance, Gabriel Gauthier homologue sa première victoire,.
Un mois plus tard, le 21 décembre 1939, il enregistre une nouvelle victoire lors d'une mission dans le secteur de Vieux-Brisach. Cependant, au cours du combat, un Me 109 nazi, lui envoie une rafale. Son appareil endommagé, poursuivi par le Me 109, il est grièvement blessé à la tête et perd connaissance. Il ne recouvre ses sens qu'à 100 mètres du sol et parvient à se poser son Morane dans les barbelés de la ligne Maginot, en sang et paralysé de tout le côté droit. La campagne de France est finie pour lui.
Il est fait chevalier de la Légion d'honneur le 12 janvier 1940.
La Croix de guerre lui est également décernée pour la première fois le 18 février 1940. Il recevra 11 fois cette distinction entre 1940 et 1945.
Pendant son séjour à l'hôpital, il subit 2 trépanations et l'armistice est signée.

#### 1940-1945
Gabriel Gauthier, à sa sortie de l'hôpital 8 mois plus tard, parvient à rejoindre l'Afrique du Nord où son groupe s'est réfugié : "Si je marche, je vole". À Bizerte, il vole sur Dewoitine D.520 où il protège les convois français qui ravitaillent la Tunisie. Il est nommé lieutenant en septembre 1940.
Entre 1940 et 1942, son groupe est peu engagé.
Après le débarquement des alliés en novembre 1942, le GC II/7, 1er groupe à être rééquipé en Spitfire, est engagé dans la fin de campagne de Tunisie. En février 1943, il est affecté au commandement de l'escadrille. Le 17 septembre 1943, son groupe se pose à Ajaccio pour participer à la libération de la Corse. Au cours de cette campagne, il homologuera 3 victoires.
Il est nommé capitaine en septembre 1943 et décoré par le général Graves de la Distinguished Flying Cross britannique le 8 novembre 1943.
La Corse libérée, le groupe participe au débarquement de Provence en août 1944 et peut rentrer en France le 3 septembre, où il stationne à Vallon, près d'Istres.

#### Fin de la guerre
Le 15 septembre 1944, "GéGé" part en mission avec son groupe et retrouve la terre d'Alsace. Alors qu'il échangeait avec un de ses équipiers sur cette terre où il avait été dramatiquement abattu 5 ans plus tôt, une rafale de la Flak l'atteint de plein fouet. Il se pose en catastrophe, train rentré, dans les lignes ennemies. L'appareil prend feu, mais le pilote n'ayant pas attaché son harnais est éjecté à l’atterrissage et s'en sort à nouveau miraculeusement,.
En territoire occupé, il parvient à se cacher dans un bois voisin alors que les soldats ennemis arrivent sur le lieu du crash. Il est ensuite caché pendant plusieurs jours par le pasteur Florimond Canepeel et sa famille dans le presbytère de Saint-Julien-les-Montbéliard (Doubs), sa tenue d'aviateur et son arme dissimulées dans une tombe du cimetière du village, en attendant d'être passé en Suisse par la Résistance. Il peut enfin rejoindre son groupe qui le croyait mort le 11 octobre 1944, rassurant par la même, sa femme, enceinte de 3 mois de leur deuxième enfant.
Le 24 décembre 1944, lors d'un combat fortement engagé, Gabriel Gauthier revient avec 2 nouvelles victoires, ce qui porte à 7 ses victoires avec le GC II/7. Le 24 février 1945, il prend le commandement de son groupe et confirme 2 nouvelles victoires.
Le 8 janvier 1945, il est fait officier de la Légion d'honneur.
Le dernier combat du groupe se déroule le 14 avril 1945. À cette occasion, Gabriel Gauthier revendique une 10e et dernière victoire avec son groupe.

### Après la guerre
Dès la fin de la guerre, Gabriel Gauthier est envoyé aux États-Unis pour suivre les cours de la fameuse Command and Staff School.
Il en ressort diplômé et distingué par la Distinguished Flying Cross américaine.
En décembre 1946, il est nommé commandant. Il part en 1947 au Maroc pour prendre le commandement en second de la 6e escadre de chasse de Rabat et l'année suivante de la base de Meknès.
Le 16 juin 1946 il reçoit la distinction marocaine de l'Ordre Ouissam alaouite chérifien et est fait Commandeur de la Légion d'honneur le 25 juillet 1947.

#### De 1950 à 1960
En mars 1950, de retour en France, il prend le commandement de la 2e escadre sur la base de Dijon. Sa formation est l'une des premières à être dotée d'avions à réaction : les Vampire. Gabriel Gauthier, à cette occasion, relance les vols acrobatiques de présentation et est à ce titre le promoteur du renouveau de la Patrouille de France,,.
Lieutenant-colonel en 1951, il est l'année suivante chef des opérations du 1er commandement aérien tactique à Lahr (Allemagne) avant d'être affecté en 1954 à l'état-major "Air" à Saïgon. Il entre à l'École supérieure de guerre aérienne fin 1954 et devient en 1956 sous-chef de la Défense aérienne.
Promu colonel en mai 1956, il prend le commandement de la 3e brigade aérienne de la base de Reims. Avec elle, il est engagé dans la Crise de Suez, depuis la base chypriote d'Akrotiri. Mais, comme celle-ci est démunie de tout, Gabriel Gauthier décide d'y transférer la totalité des moyens nécessaires qui se trouvent à Reims. « En moins de 48 heures, c’est un déménagement de la base aérienne, en quasi-totalité, que va organiser son commandant, le colonel Gabriel Gauthier. » Un journaliste s'empare de l'histoire et qualifie Gabriel Gauthier de « plus grand déménageur du siècle ».
En 1957, Jacques Chaban-Delmas l’invite à renforcer son cabinet particulier, tout en commandant la base de Reims.

#### 1960 à 1972: fin de carrière
En avril 1960, il est le premier ancien élève de l'École de l'Air nommé commandant de l'École et devient général de brigade aérienne en décembre de la même année, devenant à tout juste 44 ans le plus jeune général de France. Lors de son commandement, alors qu'il est aussi provisoirement commandant de la 4e région aérienne, il fait évoluer l'école, la plaçant parmi les plus grandes écoles françaises grâce à son enseignement moral et scientifique, faisant de ces élèves-officiers des ingénieurs reconnus.
Après un court passage en Algérie en 1962 à la tête de la 5e région aérienne, il est appelé l'année suivante par le Général De Gaulle pour devenir son Chef d'État-major particulier.
Dès lors, il enchaîne les responsabilités et les étoiles : général de division en janvier 1963, il prend la tête du premier commandement aérien tactique des forces françaises en Allemagne en juin 1964. En 1965, suivant l'exemple de ses alliés de l'OTAN, la France se dote d'une Force aérienne tactique (FATAC). Il en fut le premier commandant. Il est promu général de corps aérien en avril 1965, puis général d'armée aérienne en juillet 1968, en devenant inspecteur général de l'armée de l'air. Le 1er décembre 1969 il est nommé chef d'état-major de l'armée de l'air. Il quitte le service actif en décembre 1972 après 36 ans de service.
La même année, le 23 septembre 1972, il est élevé par Georges Pompidou au grade de grand-croix de la Légion d'honneur.
En 1995, il sera le parrain de la 60e Promotion de l'Ecole de l'Air, 59 ans après y être entré.

### Vie privée
Gabriel Gauthier est le fils d'un employé des chemins de fer et d'une institutrice.
Sa famille est originaire du petit village de Marchampt (Rhône), au milieu des vignes du Beaujolais. Très attaché à ce village (dont une rue porte le nom) et à sa famille, il y reviendra régulièrement, c'est d'ailleurs à Marchampt qu'il repose. Son frère, Lucien Gauthier a par ailleurs été maire du village.
Marié avant la guerre à Tristane Ranoux, ils auront deux enfants, Tomy en 1941 et Françoise en 1945.

## Distinctions et honneurs
- Grand Croix de la Légion d'honneur
- Croix de guerre 1939-1945 (11 citations)
- Distinguished Flying Cross britannique
- Distinguished Flying Cross américaine
- Ordre Ouissam alaouite chérifien
- Parrain de la 60e promotion de l'Ecole de l'Air - 1995[11]
- Baptême du bâtiment du Commandement des Forces Aériennes (CFA) de la Base Aérienne - BA 102 de Dijon le 11 septembre 2012[12]
- Baptême d'une rue du village de Marchampt le 8 mai 2015[10]
- Inauguration du rond-point Gabriel Gauthier à l'entrée de l'Ecole de l'Air le 25 mars 2016[13]